# 우치타마?! ~우리집 타마를 모르시나요?~
우치타마?! ~우리집 타마를 모르시나요?~(일본어: うちタマ?! 〜うちのタマ知りませんか?〜)는 일본의 오리지널 애니메이션이다. 2020년 1월부터 3월까지 후지 TV의 노이타미나에서 방영되었다.
2017년부터 전개된 '떴다! 방울이'에 등장하는 동물들을 의인화시킨 프로젝트 '우치타마'의 애니메이션 작품이다.

## 등장인물
오카모토 타마 (岡本タマ)
성우 : 사이토 소마
야마다 포치 (山田ポチ)
성우 : 오노 켄쇼
키소 토라 (木曽トラ)
성우 : 시라이 유스케
하나사키 모모 (花咲モモ)
성우: 하나자와 카나
카와하라 베에 (河原ベー)
성우: 우치다 유마
오케야 코마 (桶谷コマ)
성우: 쿠로사와 토모요
노라 (ノラ)
성우: 카지 유우키
미카와 쿠로 (三河クロ)
성우: 우메하라 유이치로
노다 곤 (野田ゴン)
성우: 하타노 와타루
쿠라모치 부르 (倉持ブル)
성우: 마에노 토모아키
오카모토 타케시 (岡本たけし)
성우: 테라사키 유카
쿠라모치 군 (倉持くん)
성우: 타카하시 미나미
하나사키 에미 (花咲えみ)
성우: 사쿠라 아야네
키소 토메키치 (木曽トメ吉)
성우: 타카츠카 마사야